# Gustaf Dyrssen
Gustaf Peder Wilhelm Dyrssen (Stockholm, 24 november 1891 - Kungsängen, 13 mei 1981) was een Zweeds modern vijfkamper en schermer. Hij nam deel aan vier Olympische Spelen, zijnde die van 1920, die van 1924, die van 1928 en die van 1936, en behaalde daarbij drie medailles in twee sporten.

## Biografie
Gustaf Dyrssen was een van de Zweedse deelnemers aan de Olympische Zomerspelen van 1920 in Antwerpen, waar hij de gouden medaille behaalde in de moderne vijfkamp, voor zijn landgenoten Erik de Laval, Gösta Runö en Bengt Uggla.
Vier jaar later nam hij opnieuw deel aan de olympische moderne vijfkamp op de Olympische Zomerspelen van 1924 in Parijs. Daar behaalde hij de zilveren medaille en moest hij enkel zijn landgenoot Bo Lindman laten voorgaan. Hij nam in 1924 tevens deel aan het schermen, en meer bepaald aan het onderdeel van de degen in teamverband.
Nogmaals vier jaar later nam Dyrssen deel aan de Olympische Zomerspelen van 1928 in Amsterdam, zij het voortaan enkel in het schermen. Hij nam opnieuw deel aan het onderdeel van de degen, ditmaal zowel individueel als in teamverband.
In 1936 nam hij een vierde en laatste maal deel aan de Olympische Spelen. Op de Olympische Zomerspelen van dat jaar in Berlijn nam hij opnieuw zowel individueel en als lid van het Zweedse team deel aan de degencompetitie. Als lid van het Zweedse degenteam behaalde hij hierbij de zilveren medaille.
Vanaf 1948 tot en met 1960 was hij voorzitter van de Union Internationale de Pentathlon Moderne en was hij lid van het Internationaal Olympisch Comité van 1952 tot en met 1970.

## Belangrijkste resultaten

### Olympische Zomerspelen
| Jaar | Plaats    | Discipline       | Onderdeel           | Resultaat         |
| ---- | --------- | ---------------- | ------------------- | ----------------- |
| 1920 | Antwerpen | moderne vijfkamp | moderne vijfkamp    | Goud              |
| 1924 | Parijs    | moderne vijfkamp | moderne vijfkamp    | Zilver            |
| 1924 | Parijs    | schermen         | degen (team)        | 3e (reeksen)      |
| 1928 | Amsterdam | schermen         | degen (individueel) | 8e (kwartfinale)  |
| 1928 | Amsterdam | schermen         | degen (team)        | 3e (reeksen)      |
| 1936 | Berlijn   | schermen         | degen (individueel) | 10e (kwartfinale) |
| 1936 | Berlijn   | schermen         | degen (team)        | Zilver            |

### Wereldkampioenschappen schermen
| Jaar | Plaats    | Onderdeel           | Resultaat |
| ---- | --------- | ------------------- | --------- |
| 1931 | Wenen     | degen (team)        | Brons     |
| 1933 | Boedapest | degen (team)        | Brons     |
| 1934 | Warschau  | degen (individueel) | Zilver    |
| 1934 | Warschau  | degen (team)        | Brons     |
| 1935 | Lausanne  | degen (team)        | Zilver    |
| 1937 | Parijs    | degen (team)        | Brons     |
| 1938 | Piešťany  | degen (team)        | Zilver    |

- KulturNav: 6918af22-3599-4ed6-9f3f-594a07a2c144

1912: Gösta Lilliehöök ·
1920: Gustaf Dyrssen ·
1924: Bo Lindman ·
1928: Sven Thofelt ·
1932: Johan Oxenstierna ·
1936: Gotthard Handrick ·
1948: William Grut ·
1952: Lars Hall
1956: Lars Hall ·
1960: Ferenc Németh ·
1964: Ferenc Török ·
1968: Björn Ferm ·
1972: András Balczó ·
1976: Janusz Pyciak-Peciak ·
1980: Anatoli Starostin ·
1984: Daniele Masala ·
1988: János Martinek ·
1992: Arkadiusz Skrzypaszek  ·
1996: Aleksandr Parygin ·
2000: Dmitri Svatkovski ·
2004: Andrej Moisejev ·
2008: Andrej Moisejev ·
2012: David Svoboda ·
2016: Aleksandr Lesoen ·
2020: Joe Choong ·
2024: Ahmed El-Gendy